# 2965 Surikov
A 2965 Surikov (ideiglenes jelöléssel 1975 BX) a Naprendszer kisbolygóövében található aszteroida. Ljudmila Ivanovna Csernih fedezte fel 1975. január 18-án.